# Божко, Егор Александрович
Его́р Алекса́ндрович Божко́ (бел. Ягор Аляксандравіч Бажко; род. 14 марта 2006 года, Пинск, Беларусь) — белорусский футболист, защитник клуба «МЛ Витебск» и молодёжной сборной Беларуси.

## Клубная карьера
Воспитанник СДЮШОР «Волна». За пинский клуб дебютировал 8 мая 2022 года в матче против «Слоним-2017», заменив на 91-й добавленной минуте Дмитрия Германа. Первый гол забил 29 мая в игре второго раунда Кубка Беларуси со «Свислочью». Единственный гол в Первой лиге забил 23 апреля 2023 года в ворота «Лиды». 20 марта 2024 года продлил контракт с клубом на три года. Однако в том сезоне Первой лиги в Высшую лигу вышел «МЛ Витебск», в состав которого Божко перешёл 13 января 2025 года. За клуб дебютировал 8 марта в домашнем матче Кубка против «Белшины», заменив на 62-й минуте Дениса Левицкого. В высшем дивизионе впервые на поле появился 29 марта в игре с дзержинским «Арсеналом». Помог клубу к середине дебютного сезона в Высшей лиге занять первое место в таблице.

## Национальная сборная
Неоднократно вызывался в молодёжную сборную Беларуси. Дебютировал 7 июня 2024 года в гостевом товарищеском матче против сборной Таджикистана. Принимал участие в отборе к Евро 2025.